# Les Champs-de-Losque
Les Champs-de-Losque är en kommun i departementet Manche i regionen Normandie i norra Frankrike. Kommunen ligger i kantonen Saint-Jean-de-Daye som tillhör arrondissementet Saint-Lô. År 2018 hade Les Champs-de-Losque 201 invånare.

## Befolkningsutveckling
Antalet invånare i kommunen Les Champs-de-Losque
| Referens: INSEE |